# Казе Латанци (Анкона)
Казе Латанци је насеље у Италији у округу Анкона, региону Марке.
Према процени из 2011. у насељу је живело 43 становника. Насеље се налази на надморској висини од 274 м.